# Robo-advisor
Asesor robótico, Gestión de cartera automatizada, Robo-advisor o Robo advisor es un servicio que entrega una empresa de Tecnología financiera al realizar las actividades de asesoramiento y/o gestión de carteras de forma automatizada y se realiza en consideración a las circunstancias personales del inversor.
Las inversiones las selecciona una máquina en base a una serie de algoritmos programados, Macrodatos y/o inteligencia artificial por el comité de inversión de la FinTech. El equipo de inversiones diseña la estrategia y los instrumentos que nutren la plataforma del Asesor Robótico. Con esta información se crea un número de carteras de inversión ajustadas a los diferentes perfiles de riesgo.
De esta forma, cuando un cliente completa el test de idoneidad que determina qué productos financieros y en qué proporción debe contratarlos, el Asesor Robótico puede asignarle de forma automática la cartera que le corresponde por su perfil y deberá controlar los límites de riesgo y hacer los ajustes necesarios a lo largo del periodo de inversión de cada cliente.
Entre las muchas ventajas que ofrecen los robo advisor para un inversor medio, destacan su habilidad para diversificar mundialmente las carteras en miles de posiciones, las bajas comisiones que cobran respecto a muchas otras opciones, los importes con los que se puede empezar a invertir a través de ellos, y su capacidad para automatizar los ajustes de todas las carteras. Se trata de una inversión de tipo pasiva, y que al contrario que en la gestión activa, el usuario no tiene que realizar la compra de acciones directamente ni preocuparse por rebalancear la cartera en ningún momento.
Todas las FinTech especializadas en el asesoramiento o gestión de productos de inversión deben de estar aprobadas, registradas y reguladas por el regulador correspondiente para poder ejercer sus servicios y asegurar que cumplen la normativa vigente. En el caso de España esta función la realiza la Comisión Nacional del Mercado de Valores (CNMV).

## Historia
Los primeros Asesores Robóticos aparecieron en 2008 durante la crisis financiera, siendo Wealthfront el primero en obtener permiso del regulador estadounidense (SEC) el 21/11/2008. Estos sistemas de inversión surgen de la mano de John Bogle, quien hablaba sobre sistemas de inversión pasiva frente a los clásicos sistemas de inversión activa.
En 2012, MoneyFarm se lanzó en Italia. En 2013, Nutmeg se lanzó en el Reino Unido. En 2014, Stockspot se lanzó en Australia, seguido allí en 2015 por QuietGrowth. En 2015, 8 Securities lanzó uno de los primeros robo-advisors de Asia en Japón, seguido allí en 2016 por THEO, y WealthNavi. En 2017, StashAway, con sede en Singapur, recibió una licencia de servicios de mercados de capitales de la Autoridad Monetaria de Singapur.
En España su aparición llegó en 2014 con la aprobación de Feelcapital como EAF por parte de la CNMV el 31/07/2014. Los Robo Advisor registrados en la CNMV por orden de aprobación son: Feelcapital (2014), Indexa Capital (2015), Finizens (inscrita como Axon Wealth Advisory Digital A.V., S.A.U., 2016), Finanbest (2017), Inbestme (2017) Micappital (2017), Finletic (2017) | Openbank (2018) y MyInvestor Banco, S.A. (2020) 
En Hispanoamérica llegaron a finales de la década de los 2010. En el caso de Chile los Robo Advisors que poseen una licencia regulatoria para operar como Administradora General de Fondos son Fintual y SoyFocus. Hay otros Robo Advisors como Clever que operan como agentes colocadores.

## Metodología
La diversidad de las carteras de estos fondos indexados suele ser la de seguir una estrategia que replique el mercado en general (computo de todos los índices bursátiles globales), o bien enfocarse en el índice de un mercado en concreto como el S&P 500 (Estados Unidos), el Nikkei 225 (Japón) o el conglomerado de varios índices Europeos. La diversificación de la cartera variará en función de tu riesgo, teniendo una mayor participación en renta variable para perfiles más tolerantes al riesgo y volatilidad. Mientras que en perfiles con menor tolerancia al riesgo la renta fija tendrá una mayor presencia.

## Acceso de los consumidores
Los costes de captación de clientes y las limitaciones de tiempo a las que se enfrentan los asesores humanos tradicionales han dejado a muchos inversores de clase media infraasesorados o incapaces de obtener servicios de gestión de carteras debido a los mínimos impuestos sobre los activos invertibles. El planificador financiero medio tiene un importe mínimo de inversión de 50.000 dólares, mientras que los importes mínimos de inversión para los roboasesores empiezan en 500 dólares en Estados Unidos y en 1 libra en el Reino Unido. Además de tener unos mínimos más bajos sobre los activos invertibles en comparación con los asesores humanos tradicionales, los roboasesores cobran honorarios que oscilan entre el 0,2% y el 1,0% de los activos bajo gestión, mientras que los planificadores financieros tradicionales cobran honorarios medios del 1,35% de los activos bajo gestión, según una encuesta realizada por AdvisoryHQ News.